# Arge berberidis
Arge berberidis är en stekelart som beskrevs av Franz Paula von Schrank 1802. Arge berberidis ingår i släktet Arge, och familjen borsthornsteklar. Arten har ej påträffats i Sverige.